# Lajas (gmina)
Lajas – gmina w prowincji Cienfuegos, z siedzibą w Lajas. Liczy około 22,6 tys. mieszkańców, żyjących na obszarze 430 km².